# Cobertura clique
Em complexidade computacional, encontrar uma cobertura de clique miníma é um problema NP-completo relacionado à Teoria dos grafos. Este problema foi um dos 21 problemas originais de Karp mostrados serem NP-completos em seu artigo de 1972 "Reducibility Among Combinatorial Problems" (Redutibilidade entre problemas combinatórios).
O Problema da cobertura de clique (também chamado as vezes de partição em cliques) é o problema de se determinar se os vértices de um grafo podem ser particionados em k cliques. Dada uma partição dos vertices em k conjuntos, pode ser verificado em [tempo polinomial] que cada conjunto forma um clique, então o problema está em NP. A NP-completude de uma cobertura clique segue de uma redução da k-Colorabilidade de um grafo. Para ver tal redução, primeiros transformamos uma instância G de um k-colorabilidade Grafo em seu Grafo complementar  G'. Uma partição de  G'  em k cliques então corresponde a encontrar uma partição dos vertices de G em k Conjuntos independentes; a cada um desses conjuntos pode então ser atribuída uma cor para ser produzida uma k-coloração.
O problema relacionado cobertura de arestas de clique considera conjuntos de cliques que incluem todas as arestas de um dado caminho. Ele também é NP-completo.